# 경기철도
경기철도(京畿鐵道)는 신분당선 남부 연장 구간(정자역 ~ 광교역)의 건설, 관리 및 운영 사업을 목적으로 설립된 기업이다. BTO(Build Transfer Operate) 방식으로 건설해 완공 후 소유권은 국가에 귀속되고, 30년간 운영관리권을 갖게 된다.

## 주요 연혁
- 2009년 11월 30일: 회사 설립.
- 2010년 7월 29일: 신분당선 2단계 (정자역 ↔ 광교역) 구간을 착공.
- 2015년 4월 1일: 광교차량사업소가 준공.
- 2016년 1월 30일: 신분당선 2단계 구간이 개통 동시에 신분당선 1단계 구간 (강남역 ↔ 정자역)을 담당하는 신분당선 주식회사의 차량기지는 분당차량사업소에서 본 회사 차량기지와 같은 광교차량사업소로 이전.
- 2018년 4월 28일: 미금역 개통.

## 운영 노선
- ● 신분당선: 정자역 ↔ 광교역
  - 영업연장: 12.8 km
  - 역수: 7개
  - 전동차
    - 편성수: 8편성
    - 차량수: 48량

  - 차량기지: 광교차량사업소
  - 운행시격: 5~8분
  - 소요시분: 36분
  - 기타: 네오트랜스가 위탁운영한다.

## 주요 업무내용
- 신분당선 열차 운행[1]

## 보유 차량
- 신분당선 · 경기철도 D000호대 전동차[2]

## 차내 안내방송
- 출발, 환승, 종착역 음악
  - 출발역: 미상[3]
  - 환승역: 미상[3]
  - 종착역: 미상[3]
- 한국어: TTS(유진)
- 영어: TTS(크리스티나)

## 열차 접근음
- 상행선: 미상[3]
- 하행선: 미상[3]

## 같이 보기
- 신분당선
- 분당선
- 광역전철
- 네오트랜스
- 신분당선
- 새서울철도